# Адамян Лейла Вагоївна
Лейла Вагоївна (Володимирівна) Адамян (уродж. Саакян; нар. 20 січня 1949, Тбілісі) — радянський і російський акушер гінеколог, доктор медичних наук, педагог, професор. Керівник відділення оперативної гінекології Національного медичного дослідницького центру акушерства, гінекології та перинатології імені академіка В. І. Кулакова. Головний акушер-гінеколог Російської Федерації.
Академік РАМН (2004; член-кореспондент 1999). Академік РАН (2013). Заслужений діяч науки РФ (2002). Лауреат премії Уряду РФ (2001).

## Біографія
Народилася 20 січня 1949 року в Тбілісі у вірменській сім'ї Ваго (Володимира) Хачатуровича (нар. 1925) і Ерануї Саркісовни Саакян (нар. 1925). Молодша сестра — Світлана, професор-офтальмолог.
У 1972 році закінчила 1-й Московський медичний інститут імені І. М. Сеченова, в 1974 році — клінічну ординатуру кафедри акушерства і гінекології цього інституту. Потім продовжила навчання в аспірантурі Всесоюзного науково-дослідного інституту акушерства і гінекології Міністерства охорони здоров'я СРСР. У 1977–1980 рр. працювала молодшим науковим співробітником, а в 1980–1989 рр. старшим науковим співробітником. З 1989 року по теперішній час керує відділенням оперативної гінекології.
1993 року Л. В. Адамян присвоєно вчене звання професора. У 1999 році обрана членом-кореспондентом РАМН, в 2004 р — дійсним членом РАМН; член Бюро відділення клінічної медицини РАМН.
У 2002 році створила і очолила кафедру репродуктивної медицини та хірургії на факультеті післядипломної освіти Московського державного медико-стоматологічного університету. З 30 березня 2007 року є заступником директора Центру з наукової роботи.

## Сім'я
Була одружена з хірургом, академіком Арнольдом Арамовичем Адамяном (1935–2012). Має двох доньок — Степанян Ася Арнольдівна (нар. 1970) і Осипова Агнеса Арнольдівна (нар. 1971), обидві гінекологи, — і п'ять онуків — Михайло, Катерина, Лейла, Едуард і Наталія.
З 2006 року була одружена з власником російського заводу «Баскін Роббінс» Юрієм Абрамяном. Після його смерті успадкувала бізнес.

## Наукова діяльність
У 1977 році захистила кандидатську дисертацію на тему: «Репродуктивна функція у хворих ендометріоїдними кістами яєчників до і після лікування».
У 1985 році захистила докторську дисертацію на тему: «Стан репродуктивної системи хворих доброякісними пухлинами внутрішніх статевих органів і принципи її відновлення після реконструктивно-пластичних операцій».
Автор 17 винаходів і численних праць в галузі гінекології. Майстерно володіє всіма видами традиційних гінекологічних операцій. Головний акушер-гінеколог Росії.
Л. В. Адамян є президентом товариства репродуктивної медицини та хірургії і Російської асоціації ендометріозу, віце-президентом Національної асоціації гінекологів-ендоскопістів Росії. Під її керівництвом організовано і проведено на базі НЦ АГіП 26 Міжнародних конгресів з різних аспектів гінекології, на яких були присутні більше 10000 учасників, а з 2006 р — і щорічні Міжнародні конгреси з репродуктивної медицини.

## Основні роботи
Монографії
- «Післяопераційні спайки» (у співавторстві з В. І. Кулаковим і О. А. Мінбаєвом, 1998),
- «Пороки матки і піхви» (у співавторстві з В. І. Кулаковим і А. З. Хашукоєвою, 1998),
- «Генетичні аспекти гінекологічних захворювань» (в співавторстві з В. А. Спіциним і Є. М. Андрєєвою, 1999),
- «Гістеректомія і здоров'я жінки» (у співавторстві з В. І. Кулаковим і С. І. Аскольською, 1999),
- «Генітальний ендометріоз» (у співавторстві з С. О. Гаспарян, 2004),
- «Вірусні інфекції і вагітність» (у співавторстві з В. М. Кузьміним).[2]

Посібники
- «Ендометріози» (у співавторстві з В. І. Кулаковим, 1998),
- «Оперативна гінекологія — хірургічні енергії» (у співавторстві з В. І. Кулаковим, О. А. Мінбаєвом, 2000),
- «Ендоскопія в гінекології» (у співавторстві з В. І. Кулаковим, 2000),
- «Керівництво з охорони репродуктивного здоров'я» (в колективі авторів, 2001),
- «Оперативна гінекологія дітей і підлітків» (у співавторстві з О. А. Богдановою, 2004);[2]

Атласи
- «Магнітно-резонансна томографія в гінекології» (у співавторстві з В. І. Кулаковим і К. Д. Мурватовим, 1999),
- «Ехографія органів малого тазу. Кісти придатків матки і доброякісні кістоми яєчників» (у співавторстві з В. М. Демидовим і А. І. Гусом, 1999),
- «Ехографія органів малого таза. Ендометріоз» (у співавторстві з В. М. Демидовим і А. І. Гусом, 1999),
- «Ехографія органів малого таза у жінок» (у співавторстві з В. М. Демидовим і А. І. Гусом, 2000),
- «Спіральна комп'ютерна томографія в гінекології» (у співавторстві з В. І. Кулаковим, В. М. Макаренком і К. Д. Мурватовим, 2001).[2]

Книги за редакцією Л. В. Адамян
- «Матеріали міжнародного конгресу з ендометріозу» (1996),
- «Матеріали міжнародного конгресу з діагностики та лікування патології матки» (1997),
- «Лапароскопія і гістероскопія в діагностиці та лікуванні гінекологічних захворювань» (1998),
- «Ендоскопія в гінекології» (1999),
- «Ендоскопія в діагностиці, лікуванні та моніторингу жіночих хвороб (гінекологія, акушерство, онкогінекологія, урогінекологія, проктогінекологія)» (2000),
- «Ендоскопія і альтернативні підходи в хірургічному лікуванні жіночих хвороб» (2001),
- «Лапароскопія і гістероскопія в гінекології і акушерстві» (2002),
- «Нові технології в гінекології» (2003),
- «Сучасні технології в діагностиці та лікуванні гінекологічних захворювань» (2004, 2005).[2]

Важливі розділи у закордонних монографіях
- «Principles of laparoscopic surgery: basic and advanced techniques»/ed. Maurice E. Arregui et al. Springer-Verlag, 1995;
- «Gynecologic and obstetric surgery»/ed. David Nichols. Mosby, 1999;
- «A Practical Manual of Laparoscopy: A Clinical Cookbook»/eds. Resad Pasic and Ronald Levine. Parthenon Publishing Group, 2002.[2]

## Фонд Лейли Адамян
Засновник і президент благодійного фонду Лейли Адамян в області підтримки соціально-культурних ініціатив з метою збереження жіночого здоров'я.

## Нагороди
- Заслужений діяч науки Російської Федерації (2002)
- Премія Уряду Російської Федерації в галузі науки і техніки (2001) — за розробку і впровадження в практику ендоскопічних методів у гінекології[5]
- Орден «За заслуги перед Вітчизною» IV (2009), III (2014 року)[6] і II (2018)[7] ступенів
- Золота медаль імені Льва Миколаєва (2016) за істотний внесок в освіту, популяризацію досягнень науки і культури